# 大野城市立御笠の森小学校
大野城市立御笠の森小学校（おおのじょうしりつ みかさのもりしょうがっこう）は、福岡県大野城市御笠川一丁目にある公立小学校。

## 概要
大野城市域南部より流れる牛頸川と太宰府より流れる御笠川との合流地点のわずか北方、北へと流れて博多湾に注ぐ御笠川の東岸に所在する。対岸付近に大野城市立大野北小学校がある。

### はだし教育
1980年頃より、子供の身体能力を高めるべくはだし教育を行っている。児童は学校の中はすべて裸足で過ごす。また4月から11月は、全校児童が裸足でジョギングや縄跳びなどの運動を行っている。2003年度、全国の小学生の足裏の測定を実施し、この学校のデータと比較したところ、土踏まずの形成に効果があった。この学校では92パーセントの児童が土踏まずが完成している。

### 百人一首大会
百人一首大会を毎年冬に催している。
そのため、この学校の出身児童は完璧に百人一首を覚えている。

## 沿革
- 1981年（昭和56年）4月 - 開校[1]

## 通学区域
- 中1丁目（24番を除く）・2丁目1番から4番・6番、仲畑1丁目から4丁目、御笠川1丁目・4丁目、山田1丁目から3丁目[2]

## 進学先中学校
- 大野城市立御陵中学校[2]

## 交通
- 最寄りの鉄道駅は、JR鹿児島本線南福岡駅、西鉄西鉄天神大牟田線春日原駅もしくは雑餉隈駅